# Ukrainischer Fußballpokal 1998/99
Der Ukrainische Fußballpokal 1998/99 war die achte Austragung des ukrainischen Pokalwettbewerbs der Männer. Pokalsieger wurde Titelverteidiger Dynamo Kiew. Das Team setzte sich im Finale am 30. Mai 1999 im Olympiastadion von Kiew gegen Karpaty Lwiw durch.

## Modus
Außer dem Spiel der Vorrunde und dem Finale wurden die Sieger in Hin- und Rückspiel ermittelt. Bei Torgleichstand in beiden Spielen zählte zunächst die größere Zahl der auswärts erzielten Tore; gab es auch hierbei einen Gleichstand, wurde das Rückspiel verlängert und ggf. ein Elfmeterschießen zur Entscheidung ausgetragen. Da Dynamo Kiew auch die Meisterschaft gewann, qualifizierte sich der unterlegene Finalist für den UEFA-Pokal.

## Teilnehmende Teams
| Wyschtscha Liha (16) | Perscha Liha (18) | Druha Liha (28) | Druha Liha (28) |
| --- | --- | --- | --- |
| - Dnipro Dnipropetrowsk - Dynamo Kiew - Karpaty Lwiw - Krywbas Krywyj Rih - Metalist Charkiw - Metalurh Donezk - Metalurh Mariupol - Metalurh Saporischschja - FK Mykolajiw - Nywa Ternopil - Prikarpattja Iwano-Frankiwsk - Schachtar Donezk - Sirka Kirowohrad - Tawrija Simferopol - Worskla Poltawa - ZSKA Kiew | - FSK Bukowina Czernowitz - Desna Tschernihiw - Dynamo-2 Kiew - Jawir Krasnopillja - Kremin Krementschuk - Metalurh Nikopol - FK Lwiw - Naftowyk Ochtyrka - Nywa Winnyzja - Podillja Chmelnyzkyj - Polihraftechnika Oleksandrija - FK Polissja Schytomyr - Schachtar Makijiwka - Stal Altschewsk - Torpedo Saporischschja - FK Tscherkassy - Tschornomorez Odessa - Wolyn Luzk | - Awanhard Industrija Rowenky - Dynamo-3 Kiew - Dynamo-SKA Odessa - Elektron Romny - Halytschyna Drohobytsch - Hasowyk Komarno - Hirnyk-Sport Komsomolsk - Krystal Cherson - Krystal Tschortkiw - Lokomotive Smila - Metalurh Komsomolske - FK Myrhorod - Naftowyk Dolyna - Obolon-PPO Kiew | - SK Odessa - Olimpija FK AES Juschnoukrajinsk - Oskil Kupjansk - Papirnyk Malyn - Portowyk Illitschiwsk - Schachtar Stachonow - Sorja Luhansk - Systema-Borex Borodjanka - Tschornomorez Sewastopol - Tytan Armjansk - Werhowyna Uschhorod - FK Weres Riwne - Wiktor Saporischschja - Zementnyk-Chorda Mykolajiw |
| Gewinner des Amateur-Pokals (1) | | | |
| - Sorja Chorostkiw | | | |

## Vorrunde
Teilnehmer: Ein Drittligist und der Gewinner des Amateur-Pokals.
| Datum      |                          | Ergebnis |                       |
| ---------- | ------------------------ | -------- | --------------------- |
| 01.08.1998 | Krystal Tschortkiw (III) | 3:1      | Sorja Chorostkiw (Am) |

## 1. Qualifikationsrunde
Teilnehmer: Der Sieger der Vorrunde, 27 weitere Drittligisten und 2 Zweitligisten.
| Datum             |                                        | Gesamt |                                   | Hinspiel | Rückspiel |
| ----------------- | -------------------------------------- | ------ | --------------------------------- | -------- | --------- |
| 25.08./29.08.1998 | Schachtar Stachonow (III)              | 5:2    | Awanhard Industrija Rowenky (III) | 4:0      | 1:2       |
| 25.08./29.08.1998 | Oskil Kupjansk (III)                   | 0:2    | Sorja Luhansk (III)               | 0:0      | 0:2       |
| 25.08./29.08.1998 | Naftowyk Dolyna (III)                  | 1:2    | Papirnyk Malyn (III)              | 0:0      | 1:2       |
| 25.08./29.08.1998 | Metalurh Komsomolske (III)             | 8:2    | Wiktor Saporischschja (III)       | 4:0      | 4:2       |
| 25.08./29.08.1998 | Krystal Cherson (III)                  | 4:1    | Dynamo-SKA Odessa (III)           | 3:1      | 1:0       |
| 25.08./29.08.1998 | Krystal Tschortkiw (III)               | 4:6    | Werhowyna Uschhorod (III)         | 4:1      | 0:5       |
| 25.08./29.08.1998 | Hirnyk-Sport Komsomolsk (III)          | 1:5    | Obolon-PPO Kiew (III)             | 0:2      | 1:3       |
| 25.08./29.08.1998 | Dynamo-3 Kiew (III)                    | 0:5    | Systema-Borex Borodjanka (III)    | 0:4      | 0:1       |
| 25.08./29.08.1998 | Tschornomorez Sewastopol (III)         | 1:2    | Tytan Armjansk (III)              | 0:1      | 1:1       |
| 25.08./29.08.1998 | FSK Bukowina Czernowitz (II)           | 2:3    | Zementnyk-Chorda Mykolajiw (III)  | 1:2      | 1:1       |
| 25.08./29.08.1998 | Portowyk Illitschiwsk (III)            | 1:7    | SK Odessa (III)                   | 1:3      | 0:4       |
| 25.08./29.08.1998 | FK Weres Riwne (III)                   | 0:5    | Hasowyk Komarno (III)             | 0:2      | 0:3       |
| 25.08./29.08.1998 | Olimpija FK AES Juschnoukrajinsk (III) | 5:1    | Lokomotive Smila (III)            | 3:1      | 2:0       |
| 25.08./29.08.1998 | Halytschyna Drohobytsch (III)          | 1:3    | Podillja Chmelnyzkyj (II)         | 1:2      | 0:1       |
| 25.08./29.08.1998 | Elektron Romny (III)                   | 6:2    | FK Myrhorod (III)                 | 4:1      | 2:1       |

## 2. Qualifikationsrunde
Teilnehmer: Die 15 Sieger der ersten Qualifikationsrunde und 15 weitere Drittligisten.
| Datum             |                                        | Gesamt    |                                | Hinspiel | Rückspiel |
| ----------------- | -------------------------------------- | --------- | ------------------------------ | -------- | --------- |
| 22.09./25.09.1998 | Tytan Armjansk (III)                   | 1:3       | Torpedo Saporischschja (II)    | 1:1      | 0:2       |
| 22.09./27.09.1998 | Jawir Krasnopillja (II)                | 4:2       | Obolon-PPO Kiew (III)          | 2:1      | 2:1       |
| 22.09./27.09.1998 | Werhowyna Uschhorod (III)              | 2:3       | FK Lwiw (III)                  | 1:0      | 1:3       |
| 22.09./27.09.1998 | Schachtar Stachonow (III)              | 2:7       | Stal Altschewsk (II)           | 2:6      | 0:1       |
| 22.09./27.09.1998 | Schachtar Makijiwka (II)               | 2:3       | Sorja Luhansk (III)            | 1:2      | 1:1       |
| 22.09./27.09.1998 | Hasowyk Komarno (III)                  | 5:2       | Dynamo-2 Kiew (II)             | 3:2      | 2:0       |
| 22.09./27.09.1998 | Elektron Romny (III)                   | 2:4       | Naftowyk Ochtyrka (II)         | 2:2      | 0:2       |
| 22.09./27.09.1998 | Tschornomorez Odessa (II)              | 2:4       | SK Odessa (III)                | 1:1      | 1:3       |
| 22.09./27.09.1998 | Zementnyk-Chorda Mykolajiw (III)       | (a)2:2(a) | Nywa Winnyzja (II)             | 0:0      | 2:2       |
| 22.09./27.09.1998 | FK Polissja Schytomyr (II)             | 1:2       | Papirnyk Malyn (III)           | 1:1      | 0:1       |
| 22.09./27.09.1998 | Polihraftechnika Oleksandrija (II)     | 2:3       | Metalurh Nowomoskowsk (III)    | 1:0      | 1:3 n. V. |
| 22.09./27.09.1998 | Podillja Chmelnyzkyj (II)              | 2:3       | Wolyn Luzk (II)                | 1:0      | 1:3       |
| 22.09./27.09.1998 | Olimpija FK AES Juschnoukrajinsk (III) | 0:1       | Kremin Krementschuk (II)       | 0:1      | 0-:- 1    |
| 22.09./27.09.1998 | Metalurh Nikopol (II)                  | 6:4       | Krystal Cherson (III)          | 4:1      | 2:3       |
| 22.09./27.09.1998 | FK Tscherkassy (II)                    | 3:0       | Systema-Borex Borodjanka (III) | 3:0      | 0:0       |

## 3. Qualifikationsrunde
Teilnehmer: Die 15 Sieger der zweiten Qualifikationsrunde und mit Desna Tschernihiw ein weiterer Zweitligist.
| Datum             |                             | Gesamt    |                                  | Hinspiel | Rückspiel |
| ----------------- | --------------------------- | --------- | -------------------------------- | -------- | --------- |
| 02.10./06.10.1998 | Sorja Luhansk (III)         | 0:7       | Stal Altschewsk (II)             | 0:0      | 0:7       |
| 02.10./06.10.1998 | FK Lwiw (II)                | 7:3       | Zementnyk-Chorda Mykolajiw (III) | 5:0      | 2:3       |
| 02.10./06.10.1998 | Jawir Krasnopillja (II)     | 1:3       | FK Tscherkassy (II)              | 0:0      | 1:3       |
| 02.10./06.10.1998 | Torpedo Saporischschja (II) | 0:2       | Kremin Krementschuk (II)         | 0:2      | 0:0       |
| 02.10./06.10.1998 | SK Odessa (III)             | 6:3       | Metalurh Nowomoskowsk (III)      | 2:0      | 4:3       |
| 02.10./06.10.1998 | Naftowyk Ochtyrka (II)      | (a)5:5(a) | Wolyn Luzk (II)                  | 5:4      | 0:1       |
| 02.10./06.10.1998 | Hasowyk Komarno (III)       | 2:5       | Desna Tschernihiw (II)           | 2:0      | 0:5 n. V. |
| 02.10./06.10.1998 | Metalurh Nikopol (II)       | 1:0       | Papirnyk Malyn (III)             | 1:0      | 0:0       |

## 1. Runde
Teilnehmer: Die 8 Sieger der dritten Qualifikationsrunde, die 6 Erstligisten, die in der Saison 1997/98 Platz 9 bis 14 belegten sowie die beiden Aufsteiger Metalist Charkiw und FK Mykolajiw.
| Datum             |                             | Gesamt    |                                  | Hinspiel | Rückspiel |
| ----------------- | --------------------------- | --------- | -------------------------------- | -------- | --------- |
| 11.10./16.10.1998 | Sirka Kirowohrad (I)        | 8:1       | Kremin Krementschuk (II)         | 5:1      | 3:0       |
| 11.10./16.10.1998 | Metalurh Saporischschja (I) | 4:5       | SK Odessa (III)                  | 3:2      | 1:3       |
| 11.10./16.10.1998 | Metalurh Nikopol (II)       | 2:3       | FK Mykolajiw (I)                 | 1:1      | 1:2       |
| 11.10./16.10.1998 | FK Lwiw (II)                | 2:1       | Metalist Charkiw (I)             | 2:1      | 0-:- 1    |
| 11.10./16.10.1998 | Desna Tschernihiw (II)      | 1:2       | Prikarpattja Iwano-Frankiwsk (I) | 1:1      | 0:1       |
| 11.10./16.10.1998 | Metalurh Mariupol (I)       | 5:3       | Stal Altschewsk (II)             | 2:0      | 3:3       |
| 11.10./16.10.1998 | FK Tscherkassy (II)         | 3:4       | Tawrija Simferopol (I)           | 1:1      | 2:3       |
| 11.10./16.10.1998 | ZSKA Kiew (I)               | (a)2:2(a) | Wolyn Luzk (II)                  | 0:0      | 2:2       |

## Achtelfinale
Teilnehmer: Die 8 Sieger der 1. Runde und die 8 besten Erstligisten der Saison 1997/98.
| Datum             |                      | Gesamt |                                  | Hinspiel | Rückspiel |
| ----------------- | -------------------- | ------ | -------------------------------- | -------- | --------- |
| 03.11./12.11.1998 | ZSKA Kiew (I)        | 0:1    | Worskla Poltawa (I)              | 0:0      | 0:1       |
| 03.11./12.11.1998 | Karpaty Lwiw (I)     | 4:3    | Metalurh Mariupol (I)            | 2:0      | 2:3       |
| 08.11./12.11.1998 | Metalurh Donezk (I)  | 2:4    | Metalist Charkiw (I)             | 0:1      | 2:3       |
| 08.11./12.11.1998 | Sirka Kirowohrad (I) | 1:0    | Dnipro Dnipropetrowsk (I)        | 0:0      | 1:0       |
| 08.11./12.11.1998 | SK Odessa (III)      | 2:8    | Dynamo Kiew (I)                  | 2:4      | 0:4       |
| 08.11./12.11.1998 | Nywa Ternopil (I)    | 0:4    | Tawrija Simferopol (I)           | 0:2      | 0:2       |
| 08.11./12.11.1998 | FK Mykolajiw (I)     | 1:5    | Krywbas Krywyj Rih (I)           | 1:2      | 0:3       |
| 08.11./12.11.1998 | Schachtar Donezk (I) | 7:4    | Prikarpattja Iwano-Frankiwsk (I) | 4:0      | 3:4       |

## Viertelfinale
| Datum             |                        | Gesamt    |                        | Hinspiel | Rückspiel |
| ----------------- | ---------------------- | --------- | ---------------------- | -------- | --------- |
| 16.11./20.11.1998 | Metalist Charkiw (I)   | 1:5       | Dynamo Kiew (I)        | 1:2      | 0:3       |
| 17.11./21.11.1998 | Worskla Poltawa (I)    | 2:6       | Karpaty Lwiw (I)       | 2:3      | 0:3       |
| 17.11./21.11.1998 | Tawrija Simferopol (I) | (a)2:2(a) | Sirka Kirowohrad (I)   | 2:1      | 0:1       |
| 17.11./21.11.1998 | Schachtar Donezk (I)   | 2:1       | Krywbas Krywyj Rih (I) | 2:1      | 0:0       |

## Halbfinale
| Datum             |                      | Gesamt    |                      | Hinspiel | Rückspiel |
| ----------------- | -------------------- | --------- | -------------------- | -------- | --------- |
| 28.04./06.05.1999 | Sirka Kirowohrad (I) | 1:6       | Dynamo Kiew (I)      | 1:5      | 0:1       |
| 28.04./06.05.1999 | Karpaty Lwiw (I)     | (a)2:2(a) | Schachtar Donezk (I) | 1:0      | 1:2 n. V. |

## Finale
| Paarung        | Karpaty Lwiw – Dynamo Kiew |
| Ergebnis       | 0:3 (0:2) |
| Datum          | 30. Mai 1999 |
| Stadion        | Olympiastadion, Kiew |
| Zuschauer      | 71.000 |
| Schiedsrichter | Wassylyj Melnytschuk |
| Tore           | 0:1 Andrij Schewtschenko (18.) 0:2 Andrij Schewtschenko (19.) 0:3 Waljanzin Bjalkewitsch (67.) |
| Karpaty Lwiw   | Bohdan Stronzizkyj – Oleksandr Jewtuschok, Oleksandr Tschyschewskj (24. Wolodymyr Wiltschynskyj), Serhij Misin, Jurij Benjo – Mykola Sakotjuk, Ljubomyr Wowtschuk (53. Mychajlo Luzyschyn), Jewhenij Nasarow (62. Serhij Kowalez), Oleksandr Paljanyzja – Iwan Hezko, Roman Tolotschko. Cheftrainer: Stepan Jurtschyschyn |
| Dynamo Kiew    | Oleksandr Schowkowskyj – Oleh Luschnyj , Aljaksandr Chazkjewitsch (80. Sergei Kormilzew), Oleksandr Holowko, Wladyslaw Waschtschuk – Jurij Dmitrulin Alexei Gerassimenko, Waljanzin Bjalkewitsch, Andrij Hussin – Andrij Schewtschenko, Serhij Rebrow (79. Serhij Serebrennikow). Cheftrainer: Walerij Lobanowskyj        |
| Gelbe Karten   | Mykola Sakotjuk, Serhij Misin – Wladyslaw Waschtschuk |